# Болюнова Прасковія Василівна
Парасковія Василівна Балюнова (біл. Праскоўя Васільеўна Балюнова; 30 жовтня 1909, с. Крупець, Добруський район — 15 квітня 1981) — Герой Соціалістичної Праці (1966).
У 1943-1971 рр.. - доярка колгоспу «Білорусь» Добруського району. Звання Героя присвоєно за успіхи по збільшенню виробництва і заготівель м'яса-молочної продукції.